# Гандредвейт
Гандредвейт (англ. hundredweight від hundred — сто та weight — вага; скорочено cwt) — неметрична одиниця вимірювання маси в США та Великій Британії. Розрізняють американські та англійські гандредвейти:
- Американський гандредвейт (короткий гандредвейт, короткий центнер, американський центнер, центал, англійський квінтал) = 1 / 20 американської тонни = 100 торгових фунтів = 45,359237 кілограмів. Використовується, в основному, у сільському господарстві (вага худоби, пшениці і т. д.)[3]
- Англійський гандредвейт (довгий гандредвейт, довгий центнер, англійський центнер, лондонський гандредвейт) = 1 / 20 англійської тонни = 112 торгових фунтів = 50,80234544 кілограмів. Використовується рідко. В Ірландії та Великій Британії вугілля і будівельні матеріали фасували у мішки з такою вагою, але останнім часом частіше використовується упаковка в 50 кілограмів.

В обох системах гандредвейт позначається абревіатурою cwt, в якій WT — це скорочення англійського weight (вага), а C — це написане римською цифрою число 100.
До XV століття в Англії використовувався так званий старий гандредвейт, рівний 108 торговельним фунтам, тобто тонна, утворена з 20 таких гандредвейтів, складалася з 2160 торгових фунтів. Старий гандредвейт був замінений англійським гандредвейтом.